# Christopher Muhando
Christopher Muhando ist ein tansanischer Ökologe und Meeresbiologe an der University of Dar es Salaam.
Muhando legte ein Diplom in Fisheries am Tanzania Fisheries Research Institute (TAFIRI) in Daressalam, ab und ein postgraduales Diplom in „Fischereibiologie und Management“ an der norwegischen Universität Bergen. Seinen Master in Allgemeine und Angewandte Meeresökologie erwarb er in Belgien an der Vrije Universiteit Brussels (VUB). Für den Ph.D. promovierte er in Meeresbiologie an der University of Dar es Salaam.
Die Forschung von Christopher Muhando konzentriert sich auf das Monitoring von Korallenriffen und der Fischerei im Umfeld von Sansibar. Er ist Leiter der Tanzania Coral Reef Task Force (TzCRTF), die zum Schutz der marinen Habitate mit ausländischen Institutionen kooperiert.

## Publikationen (Auswahl)
- C. A. Muhando Y. Mgaya und J. Daffa: Coastal Resources and their use. In: UNEP, 2001. Eastern Africa Atlas of Coastal Resources: Tanzania. UNEP. S. 49–76.
- C. A. Muhando, B. L. Kuguru, G. M. Wagner, N. E. Mbije und M. C. Ohman: Environmental effects on the distribution of corallimorpharians in Tanzania. 2002 Ambio 31, S. 558–561.
- C. A. Muhando und S. M. Mohammed: Coral reef benthos and fisheries in Tanzania before and after the 1998 coral bleaching and mortality event. 2002. In: Western Indian Ocean Journal Marine Sciences, Vol. 1 (2002), Nr. 1, S. 43–52. Abstrakt frei verfügbar
- C. A. Muhando: Enhanced coral larval settlement and coral transplantation as means of promoting coral replenishment in Tanzania. PhD thesis, 2002 University of Dar es Salaam. 295 Seiten.
- C. A. Muhando: Trends in Reef Benthos after the 1998 Coral Bleaching Event in Mafia Island Marine Park, Tanzania. In: Western Indian Ocean Journal Marine Sciences, Vol. 1 (2003), Nr. 1, S. 43–52. Abstrakt frei verfügbar
- C. A. Muhando, H. Ong’anda und L. Bydekeke: Physical alteration and Destruction of Habitats (PADH): Overview of Physical and Destruction of Habitats in the Eastern African Region using Geographical Information System (GIS). 2004 UNEP/GPA/WIOMSA. 87 Seiten.
- T. R. McClanahan, M. Ateweberhan, C. A. Muhando und S. M. Mohammed: Effects of Climate and Seawater Temperature Variation on Coral Bleaching and Mortality. In: Ecological Monographs (Ecological Society of America) Vol. 77 (2007), Nr. 4, S. 503–525. auf www.gefcoral.org (PDF; 902 kB)